# 茶臼山 (愛知県・長野県)
茶臼山（ちゃうすやま）は、愛知県北設楽郡豊根村と長野県下伊那郡根羽村にまたがる標高1,416 mの山である。

## 概要
愛知県の最高峰であり、山域は天竜奥三河国定公園に指定されている。山頂には愛知県側の展望台と長野県側の展望台があり、奥三河の山々と南アルプスの山々が一望できる。山頂には点名が「茶臼山」の二等三角点が設置されている。写真ではわかりにくいが、『山の上に山がある』という形状である。

## 周辺
周辺一帯は「茶臼山高原」と呼ばれている。茶臼山高原道路終点の南山麓には、「休暇村茶臼山高原」と「茶臼山牧場」がある。バンガローを備えたキャンプ場があり、茶臼山に至る遊歩道が整備されている。

### 茶臼山高原スキー場
愛知県唯一のスキー場である茶臼山高原スキー場が、萩太郎山の北斜面にある。萩太郎山の山頂部の北斜面にはシバザクラの花畑が整備され観光スポットとなっている。

### 池・湖沼
- 矢筈池 - 茶臼山高原スキー場のリフト下部にある。湿原の観察デッキがあり、ミズバショウ、ニッコウキスゲ、サワギキョウなどの花が見られる。
- 斧沼池 - 休暇村茶臼山高原の南にある。
- 茶臼湖 - 山頂の北西付近の愛知県道506号茶臼山線沿いにある。

## ギャラリー
- 茶臼山山頂
- 萩太郎山から望む茶臼山
- 自由の広場から茶臼山
- 矢筈池から茶臼山
- 茶臼山高原の芝桜